# Cuevas de Barać
Las cuevas de Barać (en croata: Baraćeve špilje) se encuentran cerca de la aldea de Nova Kršlja en el municipio de Rakovica, en el país europeo de Croacia. En 1892, las cuevas fueron abiertas a los visitantes, pero posteriormente fueron abandonadas y olvidadas después de la Segunda Guerra Mundial. En julio de 2004 las cuevas superiores de Barac se volvieron a abrir a los visitantes.
Las cuevas fueron llamadas así por Barac, que fue un guerrero que peleó contra los otomanos. Según una leyenda sobre las cuevas estas llevan ese nombre por la victoria de Barac en las cuevas. El apellido de Barac ya no existe en esta región.